# Macaone (mitologia)
Macaone (in greco antico: Μαχάων?, Macháōn) è un personaggio della mitologia greca, figlio di Asclepio ed Epione, fratello di Podalirio. Celebre medico, imparò le sue arti guaritrici dal padre e dal maestro Chirone. 

Era tra i pretendenti di Elena.

## Etimologia
Il nome di Macaone è basato probabilmente sulla radice greca μάχομαι (máchomai) o μάχη (máchē), "combattere", comunissima nell'onomastica greca.

## Il mito

### Nella guerra di Troia
Giunse al porto di Aulide insieme al fratello Podalirio, portando con sé 30 navi. Curava le ferite degli Achei con Vino ed erbe ma combatteva comunque nelle battaglie. Guarì la ferita di Menelao causatagli dalla freccia di Pandaro. Venne a sua volta ferito quando i troiani attaccarono il muro acheo e fu costretto a ritirarsi insieme a Nestore nella sua tenda. Curò l'ulcera di Filottete quando questi venne portato via dall'isola di Lemno dove era stato confinato.

### La morte
Secondo la tradizione più accreditata, ripresa anche nell'Eneide, fu tra i guerrieri che si nascosero nel cavallo di legno e morì per mano di Euripilo, figlio di Telefo, secondo un'altra tradizione morì prima della conquista di Troia e fu l'amazzone Pentesilea a ucciderlo. La sua salma venne riportata in Grecia da Nestore.

## Letteratura postclassica
Macaone è invocato da Antonio Abati nella sua opera Le Frascherie. Nella sua satira sulla pazzia scrive:
(Antonio Abati, Frascherie, Fascio II, p. 182)
Macaone è visto cioè quale dispensatore di "libertà" se accettiamo le sue medicine anti-inibitorie. Da questa esortazione si evince forse una concessione nell'assunzione di Elleboro. Il riferimento ad Anticira città greca famosa per l'abbondante rigoglio di tale pianta è desunto da un luogo delle Satire di Persio (Sat. IV, 16).
I nomi di Macaone e di suo fratello Podalirio sono stati attribuiti da Linneo a due specie di farfalle: Papilio machaon e Iphiclides podalirius.

### Fonti
- Omero, Iliade, libro II, versi 731-732; libro IV, versi 200-219; libro XI, versi 505-518.
- Pseudo-Apollodoro, Biblioteca, libro III, 10, 8; Epitome, IV, 5; V, 1.
- Igino, Fabulae 81, 97 e 108.
- Diodoro Siculo, Biblioteca Storica, IV, 71.
- Pausania, Periegesi della Grecia, II, 11, 5.

### Traduzione delle fonti
- Omero, Iliade, traduzione di Rosa Calzecchi Onesti, 2ª ed., Torino, Einaudi, 1990, ISBN 978-88-06-17694-5.
- Pseudo-Apollodoro, Biblioteca. Testo originale a fronte, traduzione di Marina Cavalli, Milano, Oscar Mondadori, 2008, ISBN 978-88-04-55637-4.

### Moderna
- Michael C. Astour, Hellenosemitica: An Ethinic and Cultural Study in West Semitic Impact on Mycenaean Greece, Brill Archive, 1967.
- Angela Cerinotti, Miti dell'antica Grecia e di Roma Antica, Verona, Demetra, 1998, ISBN 978-88-440-0721-8.
- Robert Graves, I miti greci, Milano, Longanesi, ISBN 88-304-0923-5.
- Pierre Grimal, Dizionario di mitologia, traduzione di Pier Antonio Borgheggiani, Milano, Garzanti, 2005, ISBN 88-11-50482-1.
- Paul Hecquet-Boucrand, Dictionnaire étymologique des noms propres d'hommes, Victor Sarlit, 1868.